# Epicephala flagellata
Epicephala flagellata là một loài bướm đêm thuộc họ Gracillariidae. Loài này có ở Sri Lanka.